# Eronia
Eronia, thường gọi là vagrants, là một chi bướm ngày thuộc phân học bướm trắng được tìm thấy chủ yếu ở châu Phi. Đối với các loài Vagrants khác, xem Nepheronia.

## Các loài
Chi này gồm các loài:
- Eronia cleodora Hübner, 1823 – Vine-leaf Vagrant
- Eronia leda (Boisduval, 1847) – Autumn Leaf Vagrant or Orange-and-Lemon (Butterfly)

## Hình ảnh

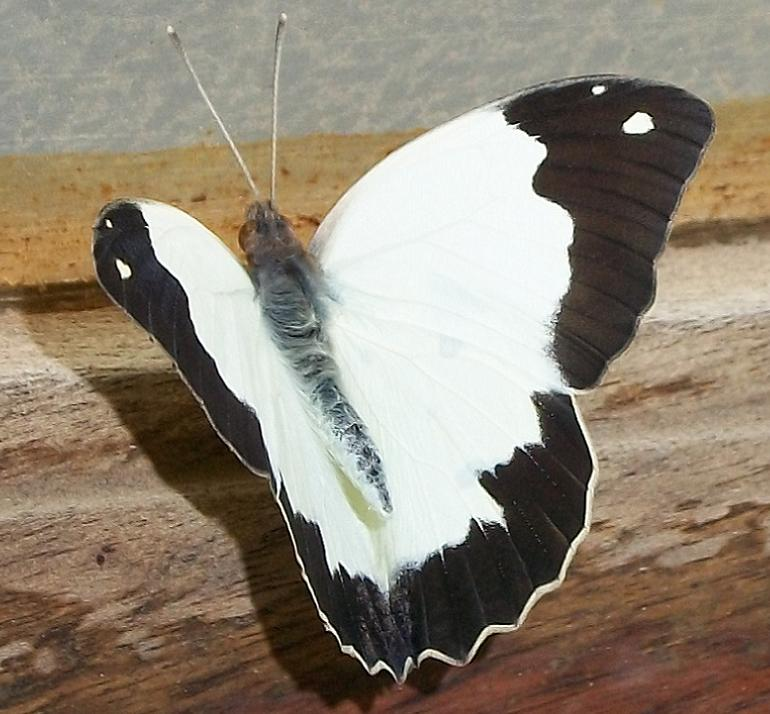
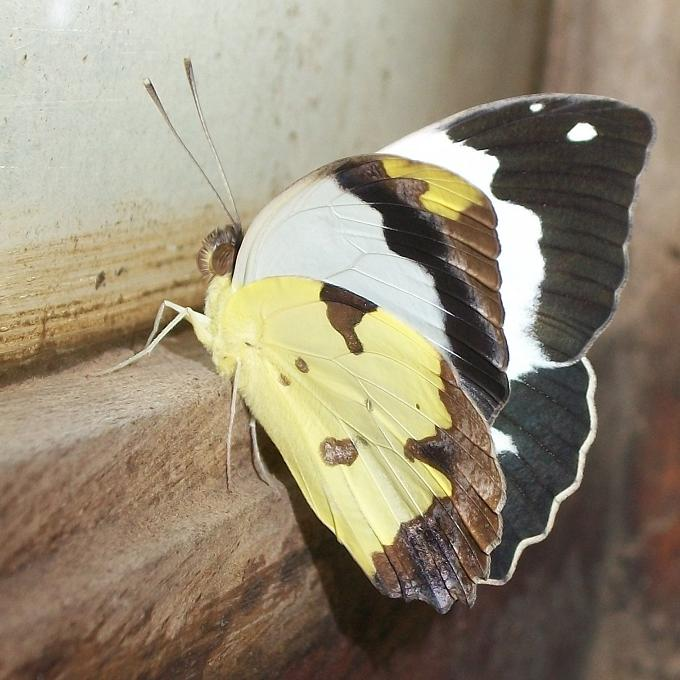